# SN 2001gh
SN 2001gh – supernowa typu II odkryta 21 listopada 2001 roku w galaktyce A005703-2742. W momencie odkrycia miała maksymalną jasność 21,60m.